# 卡溫頓 (密蘇里州)
卡溫頓（英語：Covington）是位於美國密蘇里州佩米斯科特縣的非建制地區。

## 歷史
卡溫頓於1877年設立，其後於1912年停運。

## 地理
卡溫頓所處的海拔為高於海平面105米（即344英呎），而該地所採用的時區為UTC-6，即北美中部時區（CST）。同時該地設有夏令時間，為UTC-6調快一小時，即UTC-5（CDT）。